# Ángel González Hernández
Ángel González Hernández (Hoyo de Pinares, 29 de diciembre de 1945 - Murcia, 28 de marzo de 2010) fue un catedrático universitario y político español.

## Vida académica
Doctor en Filosofía y Ciencias de la Educación por la Universidad de Valencia.
Licenciado en Pedagogía y Psicología por la Universidad Complutense de Madrid. 
Catedrático de Política Educativa y Educación Internacional en la Universidad de Murcia y máster en Psicoeducación por la Universidad de Montreal.
Fue Decano de la Facultad de Educación y Director de Relaciones Internacionales de la Universidad de Murcia.

## Trayectoria política
Estuvo afiliado al Centro Democrático y Social con el que obtuvo un escaño en la Asamblea Regional de Murcia en 1987.
En el año 2000, se incorporará al Partido Socialista Obrero Español, siendo nombrado por el Consejo de Ministros del primer ejecutivo presidido por José Luis Rodríguez Zapatero, Delegado del Gobierno en la Región de Murcia desde abril de 2004 en sustitución de Francisco Marqués Marqués.
En mayo de 2008 cesará en el cargo siendo sustituido por Rafael González Tovar, pocos meses después le será diagnosticada una leucemia, que pondrá fin a su vida en marzo de 2010